# Seal Lake (Naskaupi River)
Der Seal Lake (englisch für „Seehunde-See“) ist ein in der kanadischen Provinz Neufundland und Labrador gelegener See. Der Innu-Name des Sees lautet Atshiku-nipi.

## Lage
Der Seal Lake befindet sich im zentralen Osten von Labrador. Der See besteht aus drei Becken, die über zwei Engstellen miteinander verbunden sind. Das Seensystem liegt auf einer Höhe von 212 m. Der langgestreckte See ist in West-Ost-Richtung ausgerichtet. Der Seal Lake besitzt eine Länge von 41 km und weist eine maximale Breite von etwa 1,3 km auf. Die Wasserfläche liegt bei etwa 59 km². Den östlichen Seeteil durchfließt der Naskaupi River in südlicher Richtung. In das westliche Seeende mündet ein namenloser Fluss, der die westlich gelegenen Seen Ten Mile Lake, Letitia Lake, Bessie Lake, Adeline Lake und Upper Seal Lake entwässert. An den bewaldeten Seeufern wachsen hauptsächlich Schwarz-Fichte und Papier-Birke.

## Tierwelt
Im Seal Lake kommt der Atlantische Lachs, der Amerikanische Seesaibling, die Heringsmaräne und die Saugkarpfen-Art Catostomus catostomus (Longnose sucker) vor. Der Naskaupi River unterhalb des Seal Lake weist keine Barrieren für Wanderfische auf. Weitere Fischarten, die wahrscheinlich im Seal Lake vorkommen sind: Bachsaibling, Hecht, Arktischer Stint, Dreistachliger und Neunstachliger Stichling sowie Catostomus commersonii (White sucker). Der See wurde nach den Seehunden (englischer Name: seal) benannt, die im unteren Flusssystem des Naskaupi River damals gesichtet wurden.
Biber, Bisamratte, Amerikanische Wasserspitzmaus und Nordamerikanischer Fischotter sind typische Wasserbewohner in der Region.
Das Gebiet wird im Frühjahr und im Sommer von verschiedenen Vogelarten zum Brüten und zur Aufzucht der Jungen genutzt. In den Feuchtgebieten halten sich häufig folgende Vogelarten auf: Wilsonbekassine, Großer Gelbschenkel, Wiesenstrandläufer, Einsiedelwasserläufer, Odinshühnchen und Kleiner Schlammläufer. Zu den Vögeln, die sich auf dem offenen Wasser aufhalten, gehören: Kanadagans, Brillenente, Mittelsäger und Eistaucher.